# Andreas Kodsi
Andreas Kodsi (* 7. Juni 1964 in Heidelberg) ist ein deutscher ehemaliger Motorsport-Rennfahrer.
Markierend für Andreas Kodsis Rennfahrerkarriere war die Teilnahme beim 24-Stunden-Rennen auf dem Circuit de Spa-Francorchamps am 5. August 2001. Dieser Wettkampf wurde in der FIA-GT-Serie ausgetragen. Von dem 22. Platz gestartet, gelangte das Team um Kodsi (Warth, Polanski, Marino Franchitti) in dem Porsche 911 GT3 nach 480 Runden bis auf Rang 13.
Der prominenteste Vertreter des DD-Racing-Teams war dabei Marino Franchitti, zur damaligen Zeit „Tabellenführer der britischen GT Meisterschaft“. Marino Franchitti ist Bruder von Dario Franchitti.